# 寡节甘吻沙蚕
寡节甘吻沙蚕（学名：Glycinde gurjanovae）为角吻沙蚕科甘吻沙蚕属的动物，是中国的特有物种。分布于渤海、黄海等海域。